# 応答セヨ
『応答セヨ』（おうとうセヨ）は、関ジャニ∞の楽曲。2017年11月15日にINFINITY RECORDSから40枚目のシングルとして発売された。

## 概要
- 前作『奇跡の人』から約2か月振りのリリース。
- 2018年7月9日に渋谷すばるが関ジャニ∞としての活動を終了した為、本作が7人体制最後のシングルとなった。
- 初回限定盤、通常盤、エイト限定盤[注 2]の3形態で発売。
- 表題曲「応答セヨ」は、爽快で疾走感にあふれるサウンドと過去に思い描いた「理想の自分」を目指し、つまづきながらもひたむきに前を向き続ける強い意志を歌ったロックナンバーとなっている[11]。
  - 37thシングル『NOROSHI』以来3作振り、通算12曲目のシングルでのバンド曲である[注 3]。
  - 同曲は、メンバーの丸山隆平が主演するショウゲート配給映画『泥棒役者』の主題歌である[9]。
  - 同曲は、ポルノグラフィティの新藤晴一からの楽曲提供である[9]。
  - 2017年11月15日、本作の発売を記念し、同曲のミュージック・ビデオと同映画本編の映像とのスペシャルコラボ映像がYouTubeにて公開された[13][14]
    - 同映像でしか見られない映画本編のシーンも含まれている[13]。
- カップリング「Sweet Parade」は、音楽の持つ力や楽しさをファンタジックなバンドサウンドで表現したアッパーチューンとなっている[12]。
  - 同曲は、2017年10月21日・22日に開催されたハロウィンイベント『めざましテレビPRESENTS T-SPOOK』の公式パーティーソングである[12]。
    - 同イベント会場では、開催期間中に同曲のミュージック・ビデオとメイキング映像が流された[15]。

  - 同イベントの開催期間前後の同年10月16日 - 31日の期間限定で、同イベントを主催しているフジテレビ系『めざましテレビ』のテーマソングとしても起用された。
  - エイト限定盤・通常盤のみ収録。
- その他、通常盤のカップリングとして「Street Blues」、初回限定盤のカップリングとして、16thライブDVD/Blu-ray『関ジャニ'sエイターテインメント』のBlu-ray盤のエンドロールとして使用された36thシングル「パノラマ」のリミックスバージョンを収録[12]。
- 初回限定盤・エイト限定盤には特典DVDを付属。
  - 初回限定盤には、表題曲「応答セヨ」のミュージック・ビデオとメイキング映像を収録[11]。
  - エイト限定盤には、カップリング「Sweet Parade」のミュージック・ビデオとメイキング映像を収録[11]。
- 初回限定盤とエイト限定盤のジャケット写真には、「オ・ウ・ト・ウ・セ・ヨ」とモールス信号で書かれている[16]。
- 本作の初回限定盤・通常盤・エイト限定盤をCDショップ対象店にていずれか1枚購入につき、オリジナルトートバッグとオリジナルクリアファイル（全2種類）とオリジナル栞とオリジナルステッカーのいずれかが当たる店頭抽選会が実施された[17]。
- 全形態の初回プレス分には、オリジナルパーカー「ジャムパーカー」やオリジナルポスター「ジャイアントポスター」が当たる『歳末ジャイアント∞くじ』に応募出来る「∞くじ」が封入された[注 4][18]。
- 2024年1月1日、デビュー20周年を記念し、過去にリリースされた全楽曲が各種音楽ダウンロードサービス、サブスクリプションサービスで配信されることに伴い、表題曲「応答セヨ」がベストアルバム『GR8EST』の収録曲として配信開始され、同年1月31日には本作の通常盤の収録曲の配信も開始された[19][20][21]。

### 各形態概要
| 曲名                                           | 形態  | 形態  | 形態 |
| 曲名                                           | 初回A | 初回B | 通常 |
| ---------------------------------------------- | ----- | ----- | ---- |
| Sweet Parade                                   | ×     | ○     | ○    |
| Street Blues                                   | ×     | ×     | ○    |
| パノラマ "関ジャニ'sエイターテインメント"Remix | ○     | ×     | ×    |

| 特典内容 | 形態                     |
| --- | ------------------------ |
| 店舗抽選会 - A賞：オリジナルエイトートバッグ（A4サイズ） - B賞：ミニクリアファイル（全2種類） - C賞：チェンジングしおり - ∞賞：∞ステッカー | 全形態                   |
| ∞くじ | 全形態（初回プレス分）   |
| 特典DVD（詳細は#特典DVDを参照） | 初回限定盤・エイト限定盤 |
| 三方背クリアケース仕様 | 初回限定盤・エイト限定盤 |
| メイキング・フォトブック | 通常盤（初回プレス分）   |

## 販売形態
- 発売日：2017年11月15日
  - 初回限定盤（JACA-5693~5694：CD+DVD）
    - 三方背クリアケース仕様

  - 通常盤（JACA-5695：CD）
    - メイキング・フォトブック（初回プレス分のみ）

  - エイト限定盤（JACA-5696~5697：CD+DVD）
    - 三方背クリアケース仕様
- 発売日：2019年7月12日
  - から通常盤：十五催ハッピープライス盤（JSNC-1540：CD）
    - 自身の配信アプリ『関ジャニ∞アプリ』対応のため、15%オフでの再発売。
- 発売日：2024年1月31日
  - 配信作品
    - デビュー20周年を記念した音楽ダウンロードサービスおよびサブスクリプションサービスでの配信[19][20][21]。

## チャート成績

### シングルチャート順位
- オリコンチャート
  - 初週21.9万枚を売り上げ、2017年11月27日付の「オリコン週間 CDシングルランキング」で週間1位を獲得した[2]。
    - 27作連続、通算35作目のシングル1位となった[2]。

  - 累計232,624枚を売り上げ、2017年11月度「オリコン月間 CDシングルランキング」で月間3位を獲得した[3]。
  - 累計234,060枚を売り上げ、2017年度「オリコン年間 CDシングルランキング」で年間25位を獲得した[4]。
- Billboard JAPAN
  - 初週233,435枚を売り上げ、2017年11月22日公開の「Billboard JAPAN Top Singles Sales」で週間1位を獲得した[6]。
  - 2017年度「Billboard Japan Top Singles Sales Year End」で年間27位を獲得した[7]。

### 各曲チャート順位
- Billboard JAPAN
  - 初週23,493ptを記録し、2017年11月22日公開の「Billboard Japan Hot 100」で表題曲「応答セヨ」が週間1位を獲得した[5]。

## 収録曲

### CD

#### 通常盤・エイト限定盤・配信
※「Street Blues」以降、通常盤・配信作品のみ収録。
1. 応答セヨ - [4:18]
作詞：新藤晴一
作曲：中野領太
編曲：Peach
  - ショウゲート配給映画『泥棒役者』主題歌[9]
  - ポルノグラフィティの新藤晴一からの楽曲提供[9]。
2. Sweet Parade - [4:08]
作詞：松原さらり
作曲：南田健吾
編曲：Peach
  - ハロウィンイベント『めざましテレビPRESENTS「T-SPOOK」』公式パーティーソング[9]
  - フジテレビ系『めざましテレビ』テーマソング（2017年10月16日 - 10月31日）
3. Street Blues - [4:09]
作詞：SHIKATA
作曲：SHIKATA、KAY
編曲：生本直毅
4. 応答セヨ (オリジナル・カラオケ)

#### 初回限定盤（CD）
1. 応答セヨ
2. パノラマ "関ジャニ'sエイターテインメント" Remix - [8:06]
  - 36thシングルのリミックスバージョン
  - 16thライブDVD/Blu-ray『関ジャニ'sエイターテインメント』Blu-ray盤エンドロール
  - 2024年1月現在、音楽ダウンロードサービスおよびサブスクリプションサービスでは未配信。

### 特典DVD

#### 初回限定盤（特典DVD）
| #         | タイトル                 | 作詞  | 作曲・編曲 | 時間 |
| --------- | ------------------------ | ----- | ---------- | ---- |
| 1.        | 「応答セヨ」(Music Clip) |       |            | 4:40 |
| 2.        | 「応答セヨ」(Making)     |       |            | 7:26 |
| 合計時間: | 合計時間:                | 12:06 |            |      |

#### エイト限定盤（特典DVD）
| #         | タイトル                     | 作詞  | 作曲・編曲 | 時間 |
| --------- | ---------------------------- | ----- | ---------- | ---- |
| 1.        | 「Sweet Parade」(Music Clip) |       |            | 4:17 |
| 2.        | 「Sweet Parade」(Making)     |       |            | 7:26 |
| 合計時間: | 合計時間:                    | 11:43 |            |      |

## 楽曲提供者
- 新藤晴一（ポルノグラフィティ）
  - 「応答セヨ」(作詞)

## 収録作品

### アルバム
応答セヨ
- 2ndベストアルバム『GR8EST』

### 映像作品

#### ライブ映像
応答セヨ
- 17thライブDVD/Blu-ray『関ジャニ'sエイターテインメント ジャム』
- 18thライブDVD/Blu-ray『関ジャニ'sエイターテインメント GR8EST』
- 22ndライブBlu-ray/DVD『KANJANI∞ DOME LIVE 18祭』

Sweet Parade
- 18thライブDVD/Blu-ray『関ジャニ'sエイターテインメント GR8EST』

Street Blues
- 19thライブDVD/Blu-ray『十五祭』

#### ミュージック・ビデオ
応答セヨ
- 2ndベストアルバム『GR8EST』(完全限定豪華盤 特典DVD)

Sweet Parade
- 2ndベストアルバム『GR8EST』(完全限定豪華盤 特典DVD)

## テレビ歌唱
応答セヨ
- ベストヒット歌謡祭 2017（2017年11月15日、読売テレビ・日本テレビ）
- ザ少年倶楽部プレミアム（2017年11月17日、NHK BSプレミアム）
- ミュージックステーション（2017年11月17日、テレビ朝日）
- バズリズム02（2017年11月18日、日本テレビ）
- COUNT DOWN TV（2017年11月19日、TBS）